# Liste der Kulturdenkmale in Böel
In der Liste der Kulturdenkmale in Böel sind alle Kulturdenkmale der schleswig-holsteinischen Gemeinde Böel (Kreis Schleswig-Flensburg) aufgelistet (Stand: 10. März 2025).

## Legende
In den Spalten befinden sich folgende Informationen:
- Objekt-ID: die Nummer des Kulturdenkmales
- Lage: die Adresse des Kulturdenkmales und die geographischen Koordinaten. Kartenansicht, um Koordinaten zu setzen. In der Kartenansicht sind Kulturdenkmale ohne Koordinaten mit einem roten Marker dargestellt und können in der Karte gesetzt werden. Kulturdenkmale ohne Bild sind mit einem blauen Marker gekennzeichnet, Kulturdenkmale mit Bild mit einem grünen Marker.
- Offizielle Bezeichnung: Bezeichnung des Kulturdenkmales
- Beschreibung: die Beschreibung des Kulturdenkmales
- Bild: ein Bild des Kulturdenkmales

## Sachgesamtheiten
| Objekt-ID      | Lage                                         | Offizielle Bezeichnung | Beschreibung | Bild                             |
| -------------- | -------------------------------------------- | ---------------------- | --- | -------------------------------- |
| 40904 Wikidata | Norderstraße 5 (54° 38′ 51″ N, 9° 43′ 18″ O) | Kirche St. Ursula      | Aktualisierung vorgesehen - Begründung: geschichtlich, künstlerisch, städtebaulich, Kulturlandschaft prägend - Schutzumfang: Kirche St. Ursula mit Ausstattung, Kirchhof, Grabmale bis 1870, Granitwall/-böschungsmauer mit Hecke, Lindenkranz, Kirchhofstor, Kirchhofspforten | weitere Fotos \| Fotos hochladen |

## Bauliche Anlagen
| Objekt-ID     | Lage                                         | Offizielle Bezeichnung            | Beschreibung | Bild                             |
| ------------- | -------------------------------------------- | --------------------------------- | --- | -------------------------------- |
| 9598 Wikidata | Lindenallee 2 (54° 38′ 49″ N, 9° 43′ 16″ O)  | ehem. Bäckerei                    | Alteintragung (Aktualisierung vorgesehen) - Begründung: geschichtlich, künstlerisch, technisch - Schutzumfang: Alteintragung (Aktualisierung vorgesehen) - Denkmaltyp: Bauliche Anlage              | Fotos hochladen                  |
| 3961 Wikidata | Norderstraße 5 (54° 38′ 51″ N, 9° 43′ 18″ O) | Kirche St. Ursula mit Ausstattung | Alteintragung (Aktualisierung vorgesehen) - Begründung: geschichtlich, künstlerisch, städtebaulich - Schutzumfang: gesamtes Objekt - Denkmaltyp: Bauliche Anlage, Sachgesamtheit: Kirche St. Ursula | weitere Fotos \| Fotos hochladen |

## Gründenkmale
| Objekt-ID      | Lage                                         | Offizielle Bezeichnung | Beschreibung | Bild            |
| -------------- | -------------------------------------------- | ---------------------- | --- | --------------- |
| 23121 Wikidata | Norderstraße 5 (54° 38′ 51″ N, 9° 43′ 16″ O) | Kirchhof               | Alteintragung (Aktualisierung vorgesehen) - Begründung: geschichtlich, künstlerisch, städtebaulich, Kulturlandschaft prägend - Schutzumfang: Kirchhof, Grabmale bis 1870, Granitwall/-böschungsmauer mit Hecke, Lindenkranz, Kirchhofstor, Kirchhofspforten - Denkmaltyp: Gründenkmal, Sachgesamtheit: Kirche St. Ursula | Fotos hochladen |

## Quelle
- Liste der Kulturdenkmale in Schleswig-Holstein – Kreis Schleswig-Flensburg

- Karte mit allen Koordinaten:
- OSM |
- WikiMap